# Battaglia di Haynau
La battaglia di Haynau venne combattuta il 26 maggio 1813 nei pressi di Haynau (oggi Chojnów in Polonia), nell'allora provincia di Slesia del Regno di Prussia, nell'ambito dei più vasti eventi della guerra della sesta coalizione: le forze prussiane del generale Gebhard Leberecht von Blücher, in ritirata dopo la sconfitta patita nella battaglia di Bautzen cinque giorni prima, tesero un agguato alla divisione francese del generale Nicolas Joseph Maison lanciata al loro inseguimento, mettendola in rotta dopo averle inflitto dure perdite.

## Antefatti
I due giorni della battaglia di Bautzen (20 e 21 maggio 1813) si conclusero con una vittoria dell'armata francese di Napoleone Bonaparte sulle forze congiunte dei russo-prussiani dei generali Gebhard Leberecht von Blücher e Peter Wittgenstein, ma lo scontro non portò a nulla di decisivo: benché avessero riportato perdite sensibili, gli alleati riuscirono a organizzare un ripiegamento ordinato verso est, alla volta della provincia prussiana della Slesia, mentre i francesi, la cui cavalleria non si era ancora ripresa dalle terribili perdite patite nella campagna di Russia, non erano stati in grado di capitalizzare il successo ottenuto sul campo di battaglia trasformando la ritirata del nemico in una rotta.
Dopo aver lasciato il luogo dello scontro, l'armata russo-prussiana proseguì in direzione di Görlitz sul fiume Neiße, al confine tra Sassonia e Slesia; Napoleone lanciò all'inseguimento dei coalizzati il VII Corpo d'armata del generale Jean Reynier e il I Corpo di cavalleria del generale La Tour-Maubourg, che il 22 maggio agganciarono in combattimento la retroguardia nemica: la battaglia di Reichenbach si concluse con una inutile vittoria delle forze francesi che, esauste, si dimostrarono incapaci di interrompere l'ulteriore ripiegamento dei coalizzati. Il 24 maggio si verificarono ancora alcuni scontri minori nei pressi di Siegersdorf, e per il giorno successivo i russo-prussiani avevano interrotto il contatto con il nemico raggiungendo indisturbati Haynau e Goldberg.
Napoleone continuò a pressare i suoi comandanti perché continuassero l'inseguimento del nemico rinunciando a ogni cautela tattica, e alle calcagna dell'armata russo-prussiana si pose il corpo d'armata del maresciallo Auguste Marmont con la cavalleria di La Tour-Maubourg in appoggio; benché in ritirata, gli alleati volevano dimostrare il più possibile la loro determinazione a continuare la lotta contro la Francia, in particolare per indurre l'Impero austriaco a scendere in campo al loro fianco, e, su suggerimento del suo capo di stato maggiore August Neidhardt von Gneisenau, Blücher decise di distaccare un contingente per tendere un'imboscata alle unità francesi inseguitrici: ventidue squadroni di cavalleria prussiana appoggiati da tre batterie di artiglieria a cavallo furono appostati nelle vicinanze di Baudmannsdorf lungo la strada che i francesi dovevano percorrere, con altri due squadroni di cavalleria e otto battaglioni di fanteria dislocati più indietro a Polsdorf per coprire un'eventuale ritirata.

## La battaglia

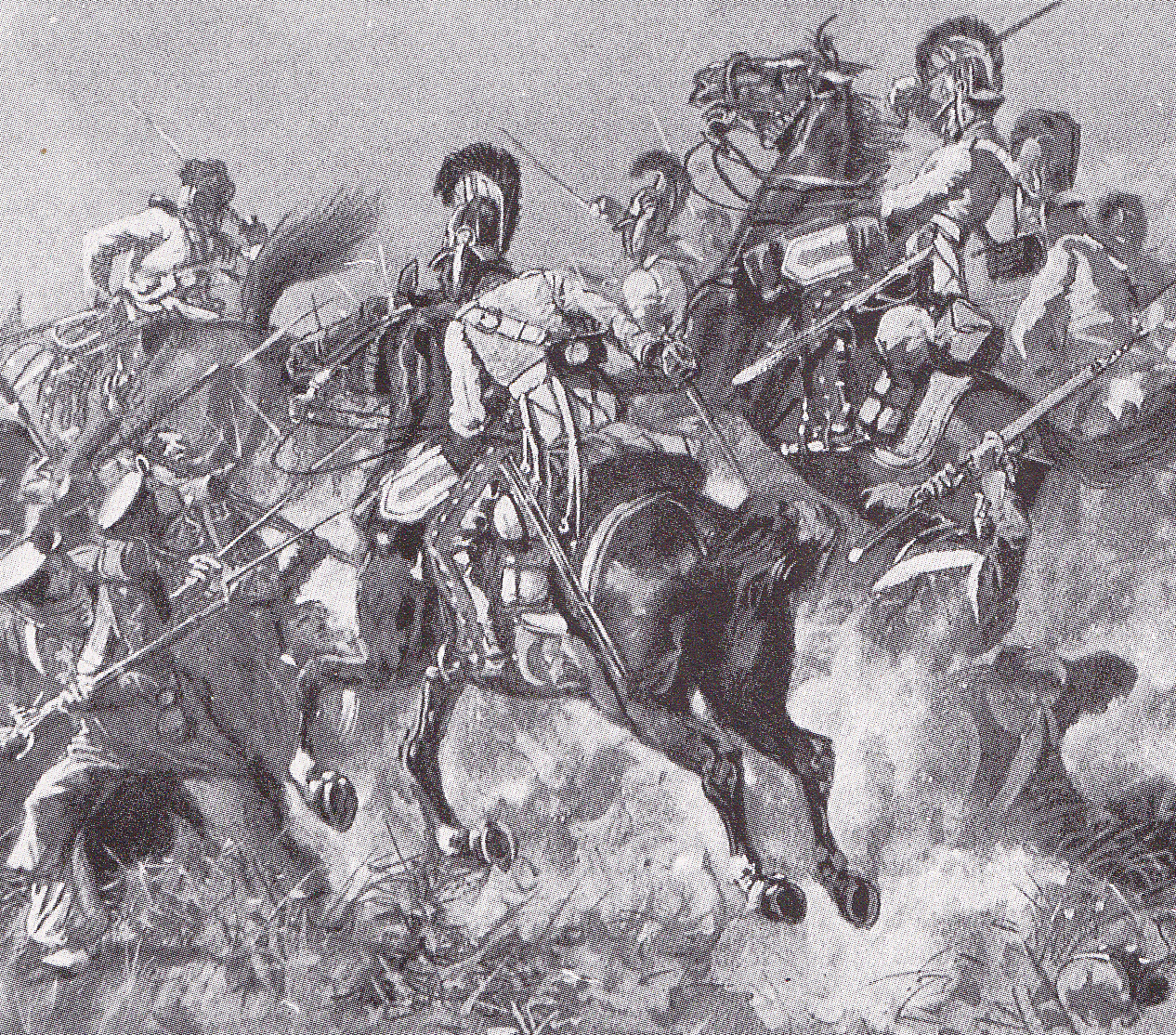
La cavalleria prussiana travolge i fanti francesi durante lo scontro di Haynau

Verso le 17:00 del 26 maggio, le prime unità francesi arrivarono sul luogo dell'agguato: l'avanguardia del corpo di Marmont era costituita dalla divisione del generale Nicolas Joseph Maison, forte di sei battaglioni di fanteria e tre batterie di artiglieria, diretta a Michelsdorf per stabilirvi il campo per la notte. Il comandante del distaccamento prussiano, colonnello von Dolffs, decise di attaccare subito, visti i rapporti che segnalavano una seconda colonna francese in arrivo.
Il segnale per l'attacco della cavalleria prussiana fu dato accendendo le luci del mulino di Baudmannsdorf, cosa che diede il tempo alla fanteria francese di Maison di schierarsi a quadrato; i francesi tentarono di ripiegare lungo la strada appena percorsa, ma la carica della cavalleria prussiana si abbatté pesantemente su di loro: gli inesperti coscritti di Maison cedettero di schianto e si sfaldarono, consentendo ai prussiani di catturare circa 500 prigionieri oltre a 5 cannoni. Maison si ritirò verso Haynau, ma von Dolffs sospese l'inseguimento quando sul luogo dello scontro comparvero le avanguardie di un'altra divisione francese, quella del generale Jacques-Pierre-Louis Puthod; poco dopo lo stesso colonnello prussiano cadde ferito mortalmente, e le sue forze si ritirarono.

## Conseguenze
Lo scontro di Haynau costò ai prussiani 236 perdite tra morti e feriti, mentre i francesi ne lamentarono 1 363; lungi dall'influenzare pesantemente il quadro strategico della campagna in corso, la battaglia tuttavia rinsaldò il morale dei coalizzati dopo la battuta d'arresto di Bautzen e rallentò ulteriormente l'inseguimento da parte dei francesi.
Dopo aver sostituito il generale Wittgenstein al comando supremo dell'armata russo-prussiana, il generale Michael Andreas Barclay de Tolly proseguì la ritirata verso la Slesia raggiungendo il 2 giugno Nimptsch; i francesi erano ormai distanziati, pur avendo raggiunto Breslavia sull'Oder il 1º giugno. La diplomazia austriaca era da tempo al lavoro per negoziare un cessate il fuoco tra i belligeranti, e un accordo in tal senso fu raggiunto quello stesso 1º giugno; a corto di uomini e rifornimenti, entrambe le parti avevano solo da guadagnare da una sospensione momentanea delle ostilità e su suggerimento di Napoleone il cessate il fuoco fu tramutato in un vero e proprio armistizio, esteso più volte fino al 16 agosto.